# 2005 BV49
2005 BV49, também escrito como 2005 BV49, é um objeto transnetuniano que está localizado no Cinturão de Kuiper, uma região do Sistema Solar. Este corpo celeste é classificado como um cubewano. Ele possui uma magnitude absoluta de 7,0 e tem um diâmetro estimado com 175 km.

## Descoberta
2005 BV49 foi descoberto no dia 16 de janeiro de 2005 pelo astrônomo B. Gladman.

## Órbita
A órbita de 2005 BV49 tem uma excentricidade de 0,051 e possui um semieixo maior de 43,956 UA. O seu periélio leva o mesmo a uma distância de 41,712 UA em relação ao Sol e seu afélio a 46,200 UA.